# Julski biser
Julski Biser (zkratka JB, název dle VIVC Yulski Biser) je raná až středně raná stolní, výjimečně moštová odrůda révy vinné (Vitis vinifera), vyšlechtěná v Bulharsku roku 1954 křížením odrůd Bolgar x (Čabaňská perla x Čiljaki rozovyj).
Bolgar (dle VIVC Afus Ali, dále též Regina, Dattier de Beyrouth) je stará, pozdní stolní odrůda původu Vitis vinifera, pocházející z oblasti Středního východu, po odrůdě Sultanina druhá nejdůležitější stolní odrůda, vysazená ve světě roku 2005 na cca 150.000 hektarech. Odrůda Afus Ali byla pro svou nespornou kvalitu partnerem při křížení mnoha nových stolních odrůd.
Čiljaki rozovyj (dle VIVC Ciliaki rozovii, dále též Чиляки красный) je stará, raná stolní odrůda původu Vitis vinifera, pocházející z oblasti Střední Asie. Ve své domovině dozrává již koncem července a společně s odrůdou Čabaňská perla měly výslednému kříženci dodat především ranější zrání. Odrůdy Čabaňská perla x Čiljaki rozovyj byly zkříženy speciálně za účelem šlechtění odrůdy Julski Biser, kříženec nese pouze pracovní název Hybrid III-2.

## Popis
Réva vinná (Vitis vinifera) odrůda Julski Biser je jednodomá dřevitá pnoucí liána, dorůstající v kultuře až několika metrů. Kmen tloušťky až několik centimetrů je pokryt světlou borkou, která se loupe v pruzích. Úponky révy umožňují této rostlině pnout se po pevných předmětech. Růst je bujný se vzpřímenými až polovzpřímenými letorosty.
List je středně velký až velký, oválný až ledvinovitý, na rubu hladký až slabě puchýřnatý, na líci hladký, třílaločnatý až pětilaločnatý se středně hlubokými, překrytými horními výkroji, které jsou lyrovité a mají oblé dno, dolní výkroje jsou většinou sotva patrné, někdy až středně hluboké, řapíkový výkroj je otevřený až široce otevřený, většinou ve tvaru „U“ až lyrovitý, řapík je kratší až středně dlouhý, narůžovělý, stejně jako žilnatina v okolí napojení řapíku.
Oboupohlavní, pětičetné květy v hroznovitých květenstvích jsou žlutozelené, samosprašné. Plodem jsou středně velké, protáhle elipsovité bobule s pevnou slupkou zelenožluté barvy, s dužinou příjemné, neutrální chuti s harmonickými kyselinkami. Při přezrání se však chuť zhoršuje (rychle se odbourávají kyseliny). Hrozen je středně velký až velký (200–500 g), válcovitě kuželovitý, volnější, rovnoměrně hustý. Hlavní vřeteno tvoří při základě křídlo. Stopka je středně dlouhá, narůžovělá.

## Původ
Julski Biser je stolní odrůda révy vinné (Vitis vinifera), vyšlechtěná roku 1954 ve Výzkumném ústavu vinohradnickém a vinařském v Plevenu J. Ivanovem. Vznikla křížením odrůd Bolgar (Afus Ali) x Hybrid III-2 (Čabaňská perla x Čiljaki rozovyj).
Z Bulharska byla odrůda introdukována roku 1962 Ing. D. Pospíšilovou do sortimentu Komplexného výzkumného ústavu vinohradnického a vinarského v Bratislavě. Po státních odrůdových zkouškách byla roku 1972 zapsána Státní odrůdové knihy České republiky. Od téhož roku je zapsána v Listině registrovaných odrůd SR.

## Název
Název odrůdy v překladu z bulharštiny znamená „perla července“ či „červencová perla“. Pracovní název odrůdy byl Chibrid I-4 či Hybride 1-4, další používaná synonyma odrůdy jsou Юлски бисер, Ioulskii Bissere, Iulski Biser, Julski Bis(s)er, Ulski Bisser.

## Pěstování
Réví vyzrává dobře. Odrůda odolává zimnímu mrazu podprůměrně, pouze do −18 °C, v našich podmínkách často vymrzá. Navíc je citlivá vůči houbovým chorobám, takže pro uvedené nedostatky není příliš vhodná pro pěstování na většině území ČR a nejdeme ji pouze mezi malopěstiteli, častěji ve skleníkách. Odrůda se hodí pro většinu vedení, vhodnější jsou delší tažně se zatížením 7–9 plodonosných oček na 1 m², vyhovují podnože Cr 2, 125 AA a K 5BB. Výnos je nižší až střední, 5–10 t/ha, z toho tržní 6–7 t/ha při cukernatosti 15–16 °NM a obsahu kyselin cca 6 g/l.

### Fenologie
Odrůda raší raně až středně raně, kvete raně, začíná zrát koncem července a dozrává raně, koncem srpna až začátkem září, má tedy krátký vegetační cyklus.

### Choroby a škůdci
Odrůda je citlivá vůči plísni révové (Plasmopara viticola) i padlí révovému (Uncinula necator), vyžaduje intenzivní chemickou ochranu.

### Poloha a půdy
Pro horší odolnost vůči mrazu vyžaduje teplé, chráněné polohy mírných svahů. Preferuje vlhčí, hlinitopísčité půdy, výsušné půdy ji nevyhovují.

## Tržní hodnota
Hrozny dobře snášejí transport a nepodléhají hnilobě. Při jejich přezrání se však chuť zhoršuje (rychle se odbourávají kyseliny), hrozny sesychají, hnědnou a stávají se nevzhledné. Sklizeň proto musí být provedena v krátkém časovém období. Případně vyrobené víno je vhodné pro běžnou spotřebu, nevhodné k archivaci.